# روزويل (مسلسل)
روزويل (بالإنجليزية: Roswell)‏ أحد مسلسلات الخيال العلمي التي اشتهرت أمريكا وعالميا في بدايات الألفية الثانية، من إنتاج جيسون كاتيمز. استمر عرض المسلسل لأول مرة في أمريكا من أكتوبر 1999 م حتى مايو 2002.
يتحدث سيناريو المسلسل عن حياة مجموعة من الشبان المراهقين القادمين من الفضاء ذوي جانبين: إنساني وفضائي، لكن الجانب الفضائي يجعلهم يتمتعون ببعض القدرات الخارقة. الشبان نصف الفضائيين هم: ماكس إيفانز (جيسون بير) ومايكل غرين (بريندان فير) وإيزابيلا إيفانز (كاثرين هايغل) ثم تنضم لهم تيس (إيميلي دي رافين). تتوطد صداقة هؤلاء الشبان مع شبان بشريين: ليز باركر (شيري أبليبي) وماريا (ماجيندرا دلفينو) وأليكس ثم ينضم لهم كايل.
تستند الأحداث إلى سلسلة كتب للشبان البالغين بعنوان «روسيل هاي» (Roswell High) من تأليف ميلندا ميتز (Melinda Metz). في حين كانت شارة البداية والنهاية مميزة عن طريق أغان للمطربة ديدو.

## روابط خارجية
- روزويل على موقع IMDb (الإنجليزية)
- روزويل على موقع ميتاكريتيك (الإنجليزية)
- روزويل على موقع الموسوعة البريطانية (الإنجليزية)
- روزويل على موقع روتن توميتوز (الإنجليزية)
- روزويل على موقع نتفليكس (الإنجليزية)
- روزويل على موقع كينوبويسك (الروسية)
- روزويل على موقع ألو سيني (الفرنسية)
- روزويل على موقع قاعدة بيانات الفيلم (الإنجليزية)